# Souterrains von Tateetra
 Die Souterrains von Tateetra sind ein L- und ein U-förmiges Souterrain im Townland Tateetra (irisch An Táite Íochtarach) nordwestlich von Dundalk südlich des Castletown River im County Louth in Irland. Es ist eines der wenigem Doppelsouterrains in Irland.
Es wurde 2004 bei Entwässerungsarbeiten entdeckt und ausgegraben. Die in den Townlands Balriggan, Carn More, Newtownbalregan und Tateetra während des Baus des „Dundalk western Bypass“ der Autobahn M1 entdeckten Souterrains liegen im souterrainreichen County Louth, wo bis 1998 bereits 14 Souterrains ausgegraben wurden. Bei Souterrains wird zwischen „rock-cut“, (Releagh), „earth-cut“, „stone built“ und „mixed“ (meist eine Kombination aus „rock cut“, „stone built“ oder „stone built“) und „wooden“ Souterrains unterschieden.

## Beschreibung
Beide Souterrains wurden über eine zentrale Vorkammer betreten. Die nach Westen gerichtete Tür konnte von innen mit Doppelstreben versperrt werden. Die südliche Seite der Eingangskammer enthielt den Beginn von Souterrain 1; die Nordseite führte zu Souterrain 2. Die insgesamt etwa 30 und 40 m langen „stone built“-Souterrains von Tateetra sind aus Trockenmauerwerk gebaut. Sie enthalten im ausgegrabenen Teil zwei Kammern, vier lange Gänge, zwei Türen, ein in Louth nicht seltenes Fallloch (englisch trapdoor), eine Stufe, drei Schlupfe, eine Grube, eine Wandnische und eine Lüftungsöffnung. Die im oberen Bereich leicht übergekragenden Wände bestehen aus Schiefersteinen. Die Souterrains wurden gebaut, indem zuerst die Gräben für die Galerien und Kammern ausgehoben wurden. Die Wände wurden abschnittsweise eingefügt, mit Decksteinen überdacht und die ganze Struktur mit Erde bedeckt. Hinweise auf einen damit verbundenen oberirdischen Bau wurden nicht gefunden.

## Das westliche Souterrain (1)
Der Nordwest-Südost orientierte Gang 1 ist klein und eng und endet im Westen in einer ovalen Kammer und einem Schlupf (drop-hole).
Dieses bildet den Zugang zum ebenfalls kleinen, engen Gang 2, der nach Norden abzweigt. Er wurde nicht vollständig untersucht, da sein etwa 8,0 m langer Endteil außerhalb der Grabungszone unter einer Straße liegt. Er scheint im Norden in einer Kammer zu enden, die zusammengebrochen ist.

## Das östliche Souterrain (2)
Die Gänge 3 und 4 sind mit etwa 1,6 m Breite und 2,0 m Höhe größer und breiter als bei Souterrain 1. Eine Türschwelle und Pfosten bilden im Osten den Zugang zu Gang 4, der nach Norden verläuft und mit der Lüftungsöffnung endet. Der West-Ost orientierte Gang 3 war am westlichen Ende stark gestört. Der größte Teil seiner Länge von etwa 8,0 Metern war mit Erde gefüllt, und eine Anzahl zerbrochener Deckensteine wurden im Gang gefunden.
Es ist unbekannt, ob die geringere Breite der Gänge 1 und 2 eine zweite, gegebenenfalls frühere Bauphase darstellt. Der gemeinsame Zugang deutet darauf, dass beide gleichzeitig benutzt wurden.
Marc Clinton erwähnt die seltene Anwesenheit eines doppelten Eingangs zum Souterrain von Garryntemple, County Tipperary. Die beiden Eingänge
liegen etwa 2,5 m voneinander entfernt. Doppelsouterrains erwähnt er in seinem 2001 erschienenen Buch gar nicht.

## Funde

### Kleinfunde
Die bei der Ausgrabung gemachten Funde scheinen mit dem allgemeinen Nutzungszeitraum von Souterrains in Irland übereinzustimmen, der von der zweiten Hälfte des 1. Jahrtausends bis zum frühen Teil des 2. Jahrtausends n. Chr. reicht. Ein Stift aus einer Kupferlegierung (vom Ende des 11. bis Mitte des 13. Jahrhunderts) wurde am Boden des Ganges 1 in der Nähe des Eingangs gefunden. Eine durchlochte weiße Perle wurde in der Packung über Gang 3 gefunden. Es gibt acht Perlen aus irischen Souterrains, hergestellt aus Bernstein, blauem Glas, Pferdezahn und geschliffenem Stein aus den letzten Jahrhunderten des 1. Jahrtausends n. Chr. Keramikfragmente eines einzigen Topfes wurden auf dem Boden von Gang 2 gefunden. Der dekorierte Topf hat eine „gestempelte“ Rosette und scheint ein Beispiel von grober, unglasierter Keramik zu sein, die als Souterrain Ware bekannt ist. Souterrain Ware stammt vom 7. bis 12. Jahrhundert, und die Dekoration legt das Ende der Sequenz nahe.

### Verzierte Steine
Zwei Kreuzplatten wurden sekundär als Decksteine über Gang 4 verwendet. Eine Platte wies fünf gleicharmige Kreuze auf fünf verschiedenen Seiten des Steines auf, der als Altarsäule angesprochen wird. Die zweite Platte war ein großer Stein mit einem kleinen lateinischen Kreuz auf seiner Unterseite. Es gibt eine Theorie (von O’Rahilly 1946; Warner 1980), dass die Verwendung von Kreuzsteinen in Souterrains absichtlich erfolgte und als apotropäisch zu verstehen ist. Obwohl diese Möglichkeit nicht ausgeschlossen werden kann, ist herauszustellen, dass bei Tateetra keines der Kreuze auf den Platten deutlich sichtbar war. Sie wurden auch nicht an wichtigen Orten (Kammer, Zugang) eingebaut.
Ein Stein mit abstrakter geometrischer Kunst aus megalithischer Zeit wurde als letzter Deckstein am nördlichen Ende von Gang 4 mit der verdeckten dekorierten Oberfläche nach Norden gerichtet eingebaut. Die verwitterte und abgeplatzte Verzierung bestand zum größten Teil aus eingeritzten Rautenmotiven.
In der Nähe liegen das Souterrain von Newtownbalregan und das Souterrain von Farrandreg.